# Hypnum lamarckii
Hypnum lamarckii là một loài Rêu trong họ Hypnaceae. Loài này được Lam. & DC. mô tả khoa học đầu tiên năm 1805.